# Organ (prawo)
Organ – termin używany w prawie, administracji i zarządzaniu i oznaczający osobę fizyczną lub ich grupę wyodrębnioną w celu wykonywania określonych zadań jako podmiot, którego kompetencje określają normy zewnętrzne albo wewnętrzne (najczęściej normy prawne).
Organy są właściwe dla wszystkich korporacji, zakładów oraz instytucji rządowych lub samorządowych, włączając w to instytucje samego państwa. Są one niezbędne dla ich prawidłowego funkcjonowania, zawierania umów oraz stanowienia wewnętrznego prawa. W zasadzie nie może istnieć sytuacja, gdy pewna sformalizowana zbiorowość pozbawiona jest swojego organu lub organów. W przypadku dobrowolnych zrzeszeń, w państwach demokratycznych, najwyższym ich organem będzie zawsze walne zgromadzenie członków tego zrzeszenia, które może wybrać wyspecjalizowane organy stanowiące, wykonawcze, czy też arbitrażowe. W przypadku braku organu zdolnego do kierowania osobą prawną albo jednostką organizacyjną nieposiadającą osobowości prawnej, ustanawia się kuratora, zarządcę przedsiębiorstwa lub gospodarstwa rolnego, zarządcę przymusowego we wspólnocie mieszkaniowej lub inny podobny organ tymczasowy, który prowadzić będzie sprawy podmiotu.

## Cechy organów
Chociaż organy w administracji publicznej różnią się znacznie od organów instytucji prywatnych czy społecznych, to jednak wyróżnić można kilka cech właściwych dla wszystkich organów: kompetencyjność, reprezentowanie określonego podmiotu, posiadanie określonej formy prawnej i stopień bezpośredniego określenia przepisami prawa.
Najczęściej organ wyposażony jest w kompetencje pozwalające mu na zarządzanie, nadzór, kontrolę czy też reprezentowanie podmiotu, w którego strukturze się znajduje.
Organ może reprezentować zarówno ściśle określony podmiot (jak na przykład spółkę kapitałową reprezentuje zarząd), jak też abstrakcyjnie pojmowany szeroki zbiór elementów (i tak w rozdziale dziewiątym Konstytucja RP stanowi o organach kontroli państwowej i ochrony prawa).
Cechami właściwymi (formą) organów są m.in.:
- określone kompetencje organu
- skład
- sposób wybierania (mianowania, powoływania) członków organu
- czas trwania kadencji członków organu.

Określoność prawna może być:
- ścisła – forma organu może być ściśle określona przez przepisy prawa. W ten sposób ustawa o organizacji i trybie postępowania przed Trybunałem Konstytucyjnym[2] stanowi, że jedynymi organami trybunału są zgromadzenie ogólne oraz prezes
- niewielka – w przypadku partii politycznych ustawa[3] nie reguluje składu, nazw czy też kompetencji organów partyjnych, określa jednak, że muszą one pochodzić z demokratycznych wyborów[4]
- pośrednia – prawo w niektórych przypadkach uzależnia liczbę oraz właściwości organów, jakie będą dla danego podmiotu wymagane, od pewnych czynników. Przykładowo Kodeks spółek handlowych uzależnia obligatoryjność posiadania przez spółkę z o.o. Rady Nadzorczej lub Komisji Rewizyjnej od wielkości kapitału własnego i liczby wspólników.

## Przykłady organów
- Rada Ministrów – organ państwa
- rada gminy, burmistrz, zarząd województwa – organy jednostek samorządu terytorialnego
- rada nadzorcza, zarząd, chief executive officer – organy osoby prawnej oraz jednostki organizacyjnej nieposiadającej osobowości prawnej